# Tennis Masters Cup 2001
De Tennis Masters Cup 2001 werd voor de eerste keer in Sydney gehouden. Het toernooi werd van 12 tot 18 november 2001 in de Sydney SuperDome op hardcourtbanen gespeeld. Het deelnemersveld bestond uit de beste acht spelers op de ATP Rankings.

## Enkelspel

### Deelnemers
De acht geplaatste spelers
| Ranking | Speler              | Prestatie    |
| ------- | ------------------- | ------------ |
| 1.      | Gustavo Kuerten     | Round Robin  |
| 2.      | Lleyton Hewitt      | Winnaar      |
| 3.      | Andre Agassi        | Round Robin  |
| 4.      | Juan Carlos Ferrero | Halve finale |
| 5.      | Yevgeny Kafelnikov  | Halve finale |
| 6.      | Patrick Rafter      | Round Robin  |
| 7.      | Sébastien Grosjean  | Runner-up    |
| 8.      | Goran Ivanišević    | Round Robin  |

### Groepsfase
De eindstand in de groepsfase wordt bepaald door achtereenvolgend te kijken naar eerst het aantal overwinningen in combinatie met het aantal wedstrijden. Mochten er dan twee spelers gelijk staan wordt er naar het onderling resultaat gekeken. Mocht het aantal overwinningen en wedstrijden bij drie of vier spelers gelijk wordt er gekeken naar het percentage gewonnen sets en eventueel gewonnen games. Als er dan nog steeds geen ranglijst opgemaakt kan worden dan beslist de wedstrijd commissie.

#### Rosewall Groep
|                     |                     | Uitslag          |
| ------------------- | ------------------- | ---------------- |
| Gustavo Kuerten     | Juan Carlos Ferrero | 6-7(3), 2-6      |
| Yevgeny Kafelnikov  | Goran Ivanišević    | 6-3, 6-4         |
| Gustavo Kuerten     | Yevgeny Kafelnikov  | 2-6,6-4, 3-6     |
| Juan Carlos Ferrero | Goran Ivanišević    | 7-6(4), 7-6(5)   |
| Gustavo Kuerten     | Goran Ivanišević    | 2–6, 7–6(2), 4–6 |
| Juan Carlos Ferrero | Yevgeny Kafelnikov  | 6–4, 1–6, 6–7(5) |

| Nr. | Speler              | Wedstrijd W - V | Sets W - V | Games W - V |
| --- | ------------------- | --------------- | ---------- | ----------- |
| 1   | Yevgeny Kafelnikov  | 3-0             | 6-2        | 45-31       |
| 2   | Juan Carlos Ferrero | 2-1             | 5-2        | 40-37       |
| 3   | Goran Ivanišević    | 1-2             | 2-5        | 37-39       |
| 4   | Gustavo Kuerten     | 0-3             | 2-6        | 32-47       |

#### Newcombe Groep
|                |                    | Uitslag       |
| -------------- | ------------------ | ------------- |
| Lleyton Hewitt | Andre Agassi       | 6–3, 6–4      |
| Patrick Rafter | Sébastien Grosjean | 6–7(4), 3–6   |
| Lleyton Hewitt | Patrick Rafter     | 7–5, 6–2      |
| Andre Agassi   | Sébastien Grosjean | 3–6, 4–6      |
| Lleyton Hewitt | Sébastien Grosjean | 3–6, 6–2, 6–3 |
| Andre Agassi   | Patrick Rafter     | 6–2, 6–4      |

| Nr. | Speler             | Wedstrijd W - V | Sets W - V | Games W - V |
| --- | ------------------ | --------------- | ---------- | ----------- |
| 1   | Lleyton Hewitt     | 3-0             | 6-1        | 40-25       |
| 2   | Sébastien Grosjean | 2-1             | 5-2        | 36-31       |
| 3   | Andre Agassi       | 1-2             | 2-4        | 26-30       |
| 4   | Patrick Rafter     | 0-3             | 0-6        | 22-38       |

### Knock-outfase
|  | Halve finale | Halve finale        | Halve finale   | Halve finale | Halve finale |   |                    | Finale | Finale | Finale | Finale | Finale | Finale | Finale |
|  |              |                     |                |              |              |   |                    |        |        |        |        |        |        |        |
|  | 5            | Yevgeny Kafelnikov  | 4              | 2            |              |   |                    |        |        |        |        |        |        |        |
|  | 7            | Sébastien Grosjean  | 6              | 6            |              |   |                    |        |        |        |        |        |        |        |
|  | 7            | Sébastien Grosjean  | 6              | 6            |              | 7 | Sébastien Grosjean | 3      | 3      | 4      |        |        |        |        |
|  |              |                     |                |              |              | 7 | Sébastien Grosjean | 3      | 3      | 4      |        |        |        |        |
|  |              | 2                   | Lleyton Hewitt | 6            | 6            | 6 |                    |        |        |        |        |        |        |        |
|  | 2            | 2                   | Lleyton Hewitt | 6            | 6            | 6 | Lleyton Hewitt     | 6      | 6      |        |        |        |        |        |
|  | 2            |                     |                |              |              |   | Lleyton Hewitt     | 6      | 6      |        |        |        |        |        |
|  | 4            | Juan Carlos Ferrero | 3              | 3            |              |   |                    |        |        |        |        |        |        |        |

## Dubbelspel
Het Touchtel ATP World Doubles Challenge Cup 2001 dubbelspeltoernooi vond plaats in Bangalore, India. Het toernooi werd van 28 januari tot 3 februari 2002 in het KSLTA Tennis Centre op Hardcourtbanen gespeeld. Het deelnemersveld bestond uit de beste acht dubbels op de ATP Rankings.
De acht geplaatste dubbels :

### Deelnemers
| Ranking | Spelers                             | Prestatie    |
| ------- | ----------------------------------- | ------------ |
| 1.      | Donald Johnson Jared Palmer         | Halve finale |
| 2.      | Mahesh Bhupathi Leander Paes        | Round Robin  |
| 3.      | Petr Pála Pavel Vízner              | Runners-up   |
| 4.      | Bob Bryan Mike Bryan                | Round Robin  |
| 5.      | Mark Knowles Brian MacPhie          | Halve finale |
| 6.      | Ellis Ferreira Rick Leach           | Winnaars     |
| 7.      | Chris Haggard Tom Vanhoudt          | Round Robin  |
| 8.      | John-Laffnie de Jager Robbie Koenig | Round Robin  |

### Groepsfase
De eindstand in de groepsfase wordt bepaald door achtereenvolgend te kijken naar eerst het aantal overwinningen in combinatie met het aantal wedstrijden. Mochten er dan twee koppels gelijk staan wordt er naar het onderling resultaat gekeken. Mocht het aantal overwinningen en wedstrijden bij drie of vier koppels gelijk wordt er gekeken naar het percentage gewonnen sets en eventueel gewonnen games. Als er dan nog steeds geen ranglijst opgemaakt kan worden dan beslist de wedstrijd commissie.

#### Touchtel Groep
|                             |                            | Uitslag             |
| --------------------------- | -------------------------- | ------------------- |
| Donald Johnson Jared Palmer | Bob Bryan Mike Bryan       | 7–6(4), 6–3         |
| Ellis Ferreira Rick Leach   | Chris Haggard Tom Vanhoudt | 6–7(3), 6–1, 6–3    |
| Donald Johnson Jared Palmer | Ellis Ferreira Rick Leach  | 4–6, 6–7(7)         |
| Bob Bryan Mike Bryan        | Chris Haggard Tom Vanhoudt | 6–3, 6–2            |
| Donald Johnson Jared Palmer | Chris Haggard Tom Vanhoudt | 6–7(6), 7–6(3), 6–3 |
| Bob Bryan Mike Bryan        | Ellis Ferreira Rick Leach  | 6–4, 5–7, 6–4       |

| Nr. | Speler                      | Wedstrijd W - V | Sets W - V | Games W - V |
| --- | --------------------------- | --------------- | ---------- | ----------- |
| 1   | Ellis Ferreira Rick Leach   | 2–1             | 5–3        | 46–38       |
| 2   | Donald Johnson Jared Palmer | 2–1             | 4–3        | 42–38       |
| 3   | Bob Bryan Mike Bryan        | 2–1             | 4–3        | 38-33       |
| 4   | Chris Haggard Tom Vanhoudt  | 0-3             | 2-6        | 32-49       |

#### Bharti Groep
|                              |                                     | Uitslag            |
| ---------------------------- | ----------------------------------- | ------------------ |
| Mahesh Bhupathi Leander Paes | Petr Pála Pavel Vízner              | 6–7(6–8), 5–7      |
| Mark Knowles Brian MacPhie   | John-Laffnie de Jager Robbie Koenig | 6–3, 7–6(7–3)      |
| Mahesh Bhupathi Leander Paes | Mark Knowles Brian MacPhie          | 7–6(7–4), 5–7, 6–3 |
| Petr Pála Pavel Vízner       | John-Laffnie de Jager Robbie Koenig | 6–3, 6–2           |
| Mahesh Bhupathi Leander Paes | John-Laffnie de Jager Robbie Koenig | 6–2, 6–3           |
| Petr Pála Pavel Vízner       | Mark Knowles Brian MacPhie          | 1–6, 6–3, 5–7      |

| Nr. | Speler                              | Wedstrijd W - V | Sets W - V | Games W - V |
| --- | ----------------------------------- | --------------- | ---------- | ----------- |
| 1   | Petr Pála Pavel Vízner              | 2–1             | 5-2        | 38-32       |
| 2   | Mahesh Bhupathi Leander Paes        | 2–1             | 5-3        | 45-39       |
| 3   | Mahesh Bhupathi Leander Paes        | 2–1             | 4-3        | 41-35       |
| 4   | John-Laffnie de Jager Robbie Koenig | 0-3             | 0-6        | 19-37       |

### Knock-outfase
|  | Halve finale | Halve finale               | Halve finale           | Halve finale | Halve finale |   |                           | Finale                      | Finale | Finale | Finale | Finale | Finale | Finale |
|  |              |                            |                        |              |              |   |                           |                             |        |        |        |        |        |        |
|  | 6            | Ellis Ferreira Rick Leach  | 6                      | 6            |              |   |                           |                             |        |        |        |        |        |        |
|  | 5            | Mark Knowles Brian MacPhie | 2                      | 4            |              |   |                           |                             |        |        |        |        |        |        |
|  | 5            | Mark Knowles Brian MacPhie | 2                      | 4            |              | 6 | Ellis Ferreira Rick Leach | 6                           | 7      | 6      | 6      |        |        |        |
|  |              |                            |                        |              |              | 6 | Ellis Ferreira Rick Leach | 6                           | 7      | 6      | 6      |        |        |        |
|  |              | 3                          | Petr Pála Pavel Vízner | 7            | 62           | 4 | 4                         |                             |        |        |        |        |        |        |
|  | 1            | 3                          | Petr Pála Pavel Vízner | 7            | 62           | 4 | 4                         | Donald Johnson Jared Palmer | 4      | 1      |        |        |        |        |
|  | 1            |                            |                        |              |              |   |                           | Donald Johnson Jared Palmer | 4      | 1      |        |        |        |        |
|  | 3            | Petr Pála Pavel Vízner     | 6                      | 6            |              |   |                           |                             |        |        |        |        |        |        |